# Жгенти, Мавра Семёновна
Мавра Семёновна Жгенти (1920 год, Озургетский уезд, Грузинская демократическая республика — неизвестно, Грузинская ССР) — колхозница колхоза имени газеты «Коммунист» Махарадзевского района, Грузинская ССР. Герой Социалистического Труда (1951).

## Биография
Родилась в 1920 году в крестьянской семье в одном из сельских населённых пунктов Озургетского уезда. После окончания местной школы трудилась в сельском хозяйстве. В послевоенные годы — колхозница колхоза имени газеты «Коммунист» Махарадзевского района.
В 1950 году собрала 6804 килограмма сортового зелёного чайного листа на участке площадью 0,5 гектара. Указом Президиума Верховного Совета СССР от 1 сентября 1951 года удостоена звания Героя Социалистического Труда за «получение в 1950 году высоких урожаев сортового зелёного чайного листа и винограда» с вручением ордена Ленина и золотой медали «Серп и Молот» (№ 5675).
С 1968 года — персональный пенсионер союзного значения. Дата смерти не установлена.